# Foxtrot Uniform Charlie Kilo
"Foxtrot Uniform Charlie Kilo" – singel zespołu Bloodhound Gang, pierwszy singel z płyty Hefty Fine, promujący tę płytę, wydany dnia 26 lipca 2005 roku. Jest trzecim utworem na płycie. Jest pierwszym singlem zespołu od roku 2000 (ostatnim w 2000 roku był utwór: "The Inevitable Return of the Great White Dope"). 
W teledysku na miejscu kierowcy auto-banana wystąpił Bam Margera.

## Tytuł
Fraza "Foxtrot Uniform Charlie Kilo" oznacza w alfabecie fonetycznym NATO: "fuck", zaś sama piosenka pełna jest podtekstów erotycznych. 
Piosenka została napisana przez Evila Jareda Hasselhoffa.

## Spis utworów[1]
1. "Foxtrot Uniform Charlie Kilo"
2. "Foxtrot Uniform Charlie Kilo (The Jason Nevins mix)"
3. "Foxtrot Uniform Charlie Kilo (The M.I.K.E. mix)"
4. "Foxtrot Uniform Charlie Kilo" (video)